# Malory Towers
Malory Towers è una serie televisiva anglo-canadese basata sull'omonima serie di libri della scrittrice inglese Enid Blyton.

## Trama
Ambientata nell'Inghilterra degli anni '40, dopo la seconda guerra mondiale, a partire dal 1947, la serie segue le avventure della dodicenne Darrell Rivers che lascia la casa per frequentare un collegio femminile ed esplora un mondo nostalgico fatto di feste di mezzanotte, lacrosse, scherzi, un fantasma misterioso e amicizie durature. 
La serie televisiva aggiorna l'opera d'epoca di Blyton del dopoguerra per un pubblico moderno, con un cast eterogeneo e inclusivo.

## Episodi
Gli episodi della serie televisiva, vengono trasmessi nel Regno Unito a partire da aprile 2020. A distanza di pochi mesi in Canada, le puntate della serie televisiva vengono trasmessi a partire dal settembre dello stesso anno. In Italia, la prima stagione viene messa in onda su Rai Gulp, a distanza di due anni dalla trasmissione originale nel Regno Unito e nel Canada, a partire da aprile 2022. Dopo un periodo di interruzione, la Rai conferma la trasmissione della seconda e terza stagione su Rai Gulp a partire da luglio 2024. Per il momento, gli episodi della quarta e quinta stagione andranno in onda intorno all'estate del 2025.

### Stagioni ed episodi
| Stagione         | Episodi | Prima visione | Prima visione |
| Stagione         | Episodi | Originale     | Italiana      |
| ---------------- | ------- | ------------- | ------------- |
| Prima stagione   | 13      | 2020          | 2022          |
| Seconda stagione | 13      | 2021          | 2024          |
| Terza stagione   | 13      | 2022          | 2024          |
| Quarta stagione  | 13      | 2023          | 2025          |
| Quinta stagione  | 13      | 2024          | 2025          |

## Personaggi e interpreti

### Personaggi principali
- Darrell Rivers (stagioni 1-in corso), interpretata da Ella Bright, è doppiata da Cecilia Salustri. Darrell è il personaggio principale della serie televisiva Malory Towers. È un personaggio dal carattere impetuoso, che lotta per tutta la serie per controllarlo. Aveva dodici anni nella prima stagione e la vediamo nel corso di cinque stagioni della serie Malory Towers. Darrell è una ragazza divertente ma focosa. Ha un temperamento focoso e questo le causa molti problemi nel corso della serie. Si arrabbia facilmente, ma impara a controllarla man mano che frequenta la scuola. Anche se pensa di aver imparato a controllare il suo temperamento, finisce per avere degli scatti d'ira nel corso della serie. È una ragazza molto responsabile e laboriosa. Tutti i suoi amici l'hanno ritenuta degna di diventare preside. È molto popolare tra i suoi compagni, così come la sua migliore amica, Sally Hope. Ha un carattere solare ed è determinata a essere gentile, anche se a volte è scortese con le persone che non le piacciono a causa del suo carattere. Quando entra nella scuola superiore, diventa a capo della quarta classe, capitano dei giochi nella quinta classe e infine, nella sesta classe, viene eletta a capo del consiglio studentesco della scuola. Con l'avanzare dell'età a Malory Towers inizia a rendersi conto del suo talento per la scrittura e diventa scrittrice. È molto conosciuta nella scuola ed è stata ammirata da tutti i bambini più piccoli nel periodo in cui è stata capo del consiglio studentesco. Darrell si dimostra abile nei giochi e negli sport. Era una veloce corridrice e amava il lacrosse. È stata l'unica studentessa del terzo anno a essere scelta per giocare nella squadra di partite. Al quinto anno è diventata capitano dei giochi. È anche una meravigliosa nuotatrice e una graziosa tuffatrice. Darrell era anche abile nel tennis. Nella quinta stagione, Darrell viene incaricata di scrivere e produrre uno spettacolo. Lo spettacolo è stato un successo strepitoso e ha ispirato Darrell a credere di poter avere una potenziale carriera come scrittrice, le ha fatto capire il suo talento e ne ha parlato con Sally Hope.
- Gwendoline Mary Lacey (stagioni 1-in corso), interpretata da Danya Griver, è doppiata da Giulietta Rebeggiani. Gwendoline, è una delle principali antagoniste della serie. È arrivata a Malory Towers nello stesso periodo di Darrell. Gwendoline è vanitosa e superficiale e si affeziona a ogni nuova ragazza che ritiene affascinante, ricca o dotata. E ogni volta che la sua “amica” si riforma, lei rimane sola. Questo si può notare in molti episodi come Daphne, Zerelda, Mavis, Mary-Lou e Clarissa. Gwendoline a un certo punto evita Clarissa pensando che sia povera e brutta, ma quando arriva la fine del quarto trimestre, sua madre commenta i begli occhi, i denti perfetti e la Limousine di Clarissa. In seguito Gwendoline si rammarica di non aver tenuto Clarissa come amica nel quinto anno. Riforma il suo modo di fare quando deve lasciare la sesta classe prima del tempo quando suo padre si ammala gravemente. In seguito insegna il galateo quando Felicity è al sesto anno. Appare per la prima volta nel libro Primo trimestre alle Malory Towers. Gwendoline è gelosa di Alicia Johns e Darrell Rivers. Gwendoline è un personaggio antipatico a tutti gli studenti. Gwendoline viene spesso descritta come egoista, pigra, presuntuosa e viziata. È ingannevole, determinata e non è dotata di talento accademico, ma è molto intelligente quando vuole fare di testa sua. Si aggrappa a nuove ragazze come Clarissa e Zerelda, soprattutto se pensa che siano ricche o affascinanti, oltre che dotate di talento. Gwendoline sa anche serbare rancore; nella quarta stagione si scopre che non ha mai dimenticato o perdonato il rimprovero di Darrell in piscina. Gwendoline non sarebbe cresciuta come è diventata se non fosse stato per la madre e l'istitutrice, che la viziavano costantemente e facevano di testa loro. Gwendoline è molto egoista e presuntuosa e si preoccupa solo di se stessa. Ha spinto il padre a farlo ammalare per la stanchezza, in modo da poter frequentare il liceo, e in quarta classe ha ingannato i genitori, dicendo che era malata perché aveva il cuore debole, il che dimostra che, nonostante il suo egoismo, era molto determinata, scaltra, scrupolosa e intelligente quando voleva fare di testa sua. Quando il padre si ammalò, cambiò drasticamente e smise di essere egoista e di pensare solo a se stessa. In seguito divenne insegnante di galateo a Malory Towers quando Felicity e gli altri frequentavano il sesto anno. Gwendoline odia nuotare e non è molto brava nelle lezioni, ma è decisa a farsi strada. Non supera l'esame di maturità e viene trasferita in quinta solo perché è troppo vecchia per stare in basso. Nel sesto libro, la signorina Oakes le dice che non è all'altezza del diploma superiore, qualunque sia la scuola in cui si trova.
- Alicia Johns (stagioni 1-in corso), interpretata da Zoey Siewert, è doppiata da Alice Doviziani. Alicia è la migliore amica di Darrell. È attiva, coraggiosa e molto divertente, proprio come sua madre. È incredibilmente intelligente ed eccelle in tutto. Ama fare scherzi, a volte assistita da Betty, la sua migliore amica. Disprezza la stupidità, le debolezze e soprattutto le malattie, non essendo stata spesso malata. Le amanti di Malory Towers descrivono Alicia come sfrontata e maliziosa, nonostante sia una ragazza intellettuale. I suoi amici ritengono che sia troppo spiritosa per le parole, tuttavia la sua lingua tagliente la rende spesso impopolare con le vittime che hanno subito il suo comportamento. Spesso c'è lei dietro a molti degli scherzi fatti ai loro insegnanti. Dice tutto quello che pensa senza mezzi termini ed è una specie di chiacchierona. È anche maligna, e questo è il motivo per cui si è comportata bene con Darrell dopo che l'aveva presa in giro in quarta superiore a Malory Towers. È un personaggio divertente, intelligente, veloce e simpatico. Ma purtroppo non è comprensiva con chi ne ha bisogno. Quando era in seconda, rimproverò Ellen, per aver finto di tossire per ottenere la compassione della signorina Potts. Il periodo trascorso alle Malory Towers l'ha resa un po' migliore, anche se la sua durezza è il motivo per cui non le è mai stata affidata una responsabilità importante nei sei anni in cui è stata lì. Prima di giudicare Ellen quando viene accusata di furto, disprezza Sally per la sua pazienza. Alicia è sempre stata estremamente intelligente, con una memoria brillante. Aveva la capacità di leggere più velocemente degli altri e di impegnarsi a fondo nei giochi. Era piuttosto dura con chi era meno sveglio di lei. Ha un talento per gli scherzi e spesso è l'artefice di qualsiasi marachella o scherzo nella sua forma! Lei e la sua amica, Betty, fanno scherzi e burle a signorina Dupont, la maestra di francese, o al signor Young, il maestro di canto.
- Sally Hope (stagioni 1-in corso), interpretata da Sienna Arif-Knights, è doppiata da Anita Sala. Sally Hope è la migliore amica di Darrell Rivers. Ha una sorella minore di nome Daphne. Sally ha iniziato a frequentare le Malory Towers all'età di dodici anni ed è stata smistata nella Torre Nord. È la migliore amica di Darrell Rivers ed è stata capoclasse in seconda. Al sesto anno è stata eletta capitano sportivo dell'intera scuola. All'inizio Sally era scontrosa e scortese, e se ne stava per conto suo, soprattutto a causa della depressione e della gelosia nei confronti della sorella minore. Quando Darrell la aiuta a chiarire i problemi, si apre e i due diventano migliori amici. Sally diventa più simpatica e molto fedele a Darrell. È seria, calma, tranquilla e ragionevole. Sally nega anche di avere una sorellina, anche se lo accetta di più dopo che la madre è venuta a trovarla quando era malata di appendicite. Ragazza responsabile, è spesso la voce della ragione nelle frequenti buffonate del sua torre. È una studentessa e una leader molto calma e dignitosa. Nonostante la sua buona natura, Sally ha un grande difetto: la gelosia. Sally si ingelosisce facilmente per le altre amicizie di Darrell e si arrabbia quando i suoi genitori non le prestano più le stesse attenzioni di quando è nata la piccola Daphne. È popolare nella sua classe, ma spesso la etichettano come noiosa a causa della sua avversione per i trucchi di Alicia. Nella seconda stagione dice a Darrell che Alicia non sarebbe una buona capoclasse perché è piuttosto dura e fa la stupida, e dice anche che Alicia non si assume alcuna responsabilità e non riesce a diventare un buon leader. È brava nello sport, tanto da diventare capitano dei giochi nell'ultimo anno, ed è brava anche nelle lezioni. Alicia la descrive come un'ottima giocatrice di lacrosse, Katherine come una delle più intelligenti della classe e Gwendoline come la responsabile delle lezioni.
- Mary-Lou Linnet (stagioni 1-in corso), interpretata da Imogen Lamb, è doppiata da Matilde Ferraro. Mary-Lou è una ragazza con le sembianze di Darrell. È tranquilla, timida e pronta a pensare che gli altri siano molto più interessanti di lei. Si trova nella Torre Nord. Mary-Lou è dolce e gentile, ma molto timida. È facilmente manipolabile a causa della sua natura gentile e Gwendoline e Daphne l'hanno usata a loro vantaggio. Durante gli anni trascorsi alle Malory Towers diventa sempre più sicura di sé. È sempre desiderosa di accontentare le persone, anche se personaggi come Darrell si irritano quando cerca di riordinare i loro armadietti o di organizzare le loro cose.
- Irene Edwards (stagioni 1-in corso), interpretata da Natasha Raphael, è doppiata da Margherita Rebeggiani. Irene è un membro del gruppo di Darrell e ha un grande talento musicale. È la migliore amica di Belinda. Irene è un cervello sparpagliato, ma ama la musica e la matematica, in cui ha un talento straordinario. È una ragazza piacevole, compassionevole e di buone intenzioni, ma irrimediabilmente smemorata. Fa quasi impazzire la direttrice non portando il certificato di buona salute ogni trimestre e una volta, in seconda, la direttrice l'ha quasi isolata quando l'ha trovata appuntata nel cappotto! All'ultimo trimestre la direttrice ha trovato un disegno fatto da Belinda in cui la direttrice rimprovera Irene per non aver portato il certificato di buona salute e le dice che lo conserverà come ricordo per le ragazze con cattivi ricordi.
- Jean Dunlop (stagioni 1-in corso), interpretata da Beth Bradfield, è doppiata da Giorgia Venditti. Jean è un membro del gruppo di Darrell. Si schiera con Katherine e Gwen quando Darrell viene accusata di aver distrutto la penna di Mary-Lou, ma in seguito si scusa per averla accusata. Nella seconda stagione, Darrell le chiede di fare amicizia e con Ellen e diventa la sua migliore amica. Nella terza stagione, è la capoclasse dell'anno. Poiché è un po' più grande del terzo anno, passa al quarto anno, come menzionato nella quarta stagione, Darrell la succede come responsabile dell'anno. Nel corso della serie, ha dimostrato di essere una ragazza matura, intelligente e talentuosa nel Lacrosse.
- Ellen Wilson (stagioni 2-in corso), interpretata da Carys John, è doppiata da Caterina Bonanni. Ellen è un'altra nuova studentessa della seconda classe. La sua migliore amica è Jean, perché in seguito è passata alla classe superiore. È entrata alle Malory Towers grazie a una borsa di studio ed è estremamente seria. Ellen si preoccupa per il suo lavoro che non è brillante come vorrebbe. Si scopre che Ellen proviene da una famiglia povera e che ha lavorato duramente durante le vacanze per vincere l'unica borsa di studio che poteva portarla alle Malory Towers. Jean ha cercato di fare amicizia con lei e poi sono diventate amiche intime. Ellen è molto stressata dal lavoro, che è molto importante per lei. Per lei i compiti scolastici sono difficili, perché ha lavorato tanto per ottenere la borsa di studio per Malory Towers. Spinta dalla disperazione, Ellen cerca di imbrogliare durante un esame. Darrell la sorprende a guardare i compiti e la sottopone al suo duro carattere. Ellen si ammala a causa dello stress per aver imbrogliato, oltre alle normali preoccupazioni per il lavoro. Viene messa in isolamento per alcune settimane, il che non fa che aumentare la sua preoccupazione per il lavoro perso. Ha anche il terrore che Darrell dica a tutti del suo imbroglio e che venga espulsa. La direttrice è confusa sul motivo per cui Ellen non migliora e consulta la signora Grayling. La signora Grayling suggerisce a Ellen di andare a casa per riprendersi. Ellen è sicura che intendesse dire che è stata espulsa e va nel panico. Darrell decide di raccontare tutto alla signora Grayling e le cose si risolvono.
- Wilhelmina 'Bill' Robinson (stagioni 3-in corso), interpretata da Amelie Green, è doppiata da Silvia Barone. Bill è un membro del gruppo di Darrell. Si dice che Bill avesse denti bianchi e grandi, molto regolari, e capelli corti quasi come quelli di un ragazzo. I suoi capelli si arricciavano un po' e lei li odiava. Il suo viso è infantile e squadrato, con un naso a punta, una bocca grande e grandi occhi nocciola. È coperta di lentiggini dalla fronte al piccolo mento sodo. Ha anche un cavallo marrone lucido (marrone in copertina ma nero nei libri) chiamato Tuono. Oltre a Tuono, la sua famiglia possiede molti altri cavalli. Bill è una ragazza molto compassionevole, amichevole e divertente. Il suo nome completo è Wilhelmina, ma poiché era più mascolina e Wilhelmina suonava molto femminile, pregò tutti di chiamarla Bill. Belinda disse che lei era un Bill. Nella terza stagione era molto disobbediente con la signorina Peters, che continuava a chiamarla Wilhelmina e Bill dimenticava di essere Wilhelmina e non rispondeva. Un giorno il suo cavallo Thunder ebbe una colica, una malattia dello stomaco dei cavalli, lei era molto preoccupata per lui e piangeva. Una sera Darrell e lei andarono alle scuderie sotto la pioggia e anche Miss Peters la aiutò andando dal veterinario. Bill ha un'ottima opinione di Darrell e della signorina Peters.

### Personaggi secondari
- Felicity Rivers (stagioni 4-in corso), interpretata da April Woods. Felicity è la sorella minore di Darrell, di almeno quattro anni. Ha iniziato a frequentare le Malory Towers quando Darrell era al quarto anno e, come la sorella, viveva nella torre nord. Era amica di June Johns, prima che June spiasse Darrell e la sua torre facendo un banchetto di mezzanotte con la scusa di confessare, facendo perdere a Darrell il suo posto di capoclasse. Ora è la migliore amica di Susan Blake ed è molto amica di tutte le altre ragazze del suo dormitorio. Felicity è molto brava nelle lezioni e si appassiona agli sport, come il tennis, il lacrosse e il nuoto. Felicity è una ragazza molto popolare nella sua classe ed è spesso vista come una delle principali leader insieme a Pam, June e Susan, e tutti la ammirano. Quando Felicity ha raggiunto il suo ultimo anno alle Malory Towers, è stata nominata direttrice dell'intera scuola, con Susan come sua vice. Felicity viene descritta come una ragazza dal cuore gentile, compassionevole, sicura di sé e con la testa a posto. È stata la prima della classe in francese. Nei primi anni a Malory Towers, Felicity era piuttosto timida e poco sicura di sé, poiché era sempre stata messa in ombra dalla sorella maggiore Darrell. Ma quando frequentava la terza classe, fu eletta direttrice della terza classe dalla signorina Potts (insegnante della prima classe e direttrice della North Tower), dalla signorina Parker (insegnante della seconda classe) e dalla signorina Peters (insegnante della terza classe). Quando Felicity divenne responsabile della terza classe, la sua sicurezza e la sua autostima iniziarono a crescere rapidamente. Quando Felicity si diplomò a Malory Towers, andò all'università con Pam, Susan, June e Freddie, per diventare medico di famiglia.
- June Johns (stagioni 4-in corso), interpretata da Edesiri Paula Okpenerho. June è una studentessa di Malory Towers e uno dei personaggi secondari della serie. June è una ragazza dalla lingua tagliente, dal carattere veloce e temerario, che ama fare scherzi ed è molto brava nei giochi e negli sport. È uno dei grandi successi di Malory Towers. Tuttavia, tende spesso ad arrendersi quando le cose diventano troppo difficili per lei, come quando ha rinunciato all'allenamento con Amanda Chartelow. È molto inflessibile e non si dà pace finché non ottiene ciò che vuole. Quando era nella forma inferiore, accusava spesso le persone davanti a tutti senza alcuna prova, ma ha perso questa caratteristica quando è diventata più grande. Il suo amore per gli scherzi e le marachelle è stato il motivo per cui Freddie Holmes l'ha presa in simpatia, e per cui erano molto amici in terza classe, e in seguito June è diventata la sua migliore amica. Era molto audace quando era più giovane, ma si è ammorbidita con l'età, proprio come sua cugina Alicia. Il suo colore preferito è il rosso, ma le piace anche il blu. June si dimostra rapida e abile in sport come il nuoto e il tennis. June ha la memoria veloce di Alicia e un buon cervello, per cui ottiene il massimo dei voti senza nemmeno provarci. A differenza di Alicia, però, June non prende in giro gli altri per la loro memoria lenta o media.
- Clarissa Carter (stagioni 4-in corso), interpretata da Amy Roerig. Clarissa è una studentessa di Malory Towers. Quando Clarissa arriva a Malory Towers, è mite e timida. È un lupo solitario che cerca di evitare le discussioni. Ha anche un cuore molto gentile, ma questo le permette di essere costantemente manipolata da Gwendoline, che cerca di approfittare del suo cuore debole. Sa cavalcare molto bene ed è ragionevolmente intelligente, anche se non molto scaltra, dato che non riesce a vedere attraverso Gwendoline nel suo primo mandato. È una magadel lacrosse, ma nella quarta stagione dimostra di essere stata frenata dal suo cuore debole.
- Susan Heather (stagioni 4-in corso), interpretata da Ava Azizi. Susan è una studentessa di Malory Towers. È un membro della classe di Felicity, ama scherzare e fare gli scherzi, per questo molte volte sgridata dalle insegnanti, ma che rispetta e onora le regole. È la responsabile del corso durante il primo anno delle ragazze.
- Connie Batten (stagioni 4-in corso), interpretata da Kimia Lamour. È una delle gemelle della classe di Felicity. Connie eccelle nell'atletica ma ha difficoltà a leggere e a studiare la storia. Connie è una ragazza molto ostinata e determinata a fare tutto per la sorella. Fa sempre tutto quello che Ruth dovrebbe fare da sola e risponde alle domande che le vengono rivolte, tranne che in classe, cosa che sorprende molto le altre ragazze, che non sentono quasi mai parlare la gemella. Questo fa sì che Ruth sembri l'ombra di Connie. Connie ha anche un carattere focoso che usa quando Gwen finge di lamentarsi del suo cuore malandato e quando Alicia prende in giro Connie mentre cerca di studiare il francese. Quando Connie se ne andò al quarto anno e Ruth al quinto, Connie entrò nel quinto dormitorio per controllare Ruth quando doveva essere nel suo letto, il che costrinse i ragazzi del quinto anno a sgridarla. Ma Connie si ostinava a rimanere in piedi. Solo Ruth poteva sconfiggere Connie e farla andare via. Alicia ha descritto Connie come una pelle dura e vuole un sacco di botte e di urla prima di sentire o capire dove vogliono arrivare, mentre Darrell ha detto che Connie ha la faccia tosta e non si arrende facilmente, il che è vero.
- Ruth Batten (stagioni 4-in corso), interpretata da Kimia Lamour. È una delle gemelle della classe di Felicity. Al primo trimestre, Ruth è l'ombra della sua gemella, Connie Batten. Non risponde mai alle domande, tranne che in classe. Viene descritta come priva di personalità. Ruth non è dispettosa, ma verso la fine del primo trimestre inizia a fare scherzi orribili a Connie. Darrell lo scoprì e fece uscire la verità da Ruth. Si sentiva in trappola e odiava la gemella per averla fatta bocciare agli esami scolastici, in modo che le due potessero stare insieme. Allo stesso tempo, però, la amava e insisteva perché Connie prendesse in prestito le sue cose. Odiava anche il modo in cui Connie era così dominante e dispotica. Per fortuna Darrell mise tutto a posto prima che le cose potessero sfuggire di mano.

### Personaggi riccorenti

#### Personaggi attivi
- Signorina Rougier (stagione 1-in corso), interpretata da Genevieve Beaudet, è doppiata da Deborah Ciccorelli. È un insegnante della scuola. È una delle insegnanti di francese di Malory Towers. È nota per essere molto severa e irascibile e non sopporta gli scherzi. Ha una relazione burrascosa con l'altra insegnante di francese.
- Sig.na Elizabeth Grayling (stagione 1-in corso), interpretata da Jennifer Wigmore, è doppiata da Mirta Pepe. È la direttrice della scuola. La signorina Elizabeth è la direttrice di Malory Towers. Viene descritta come una donna dai capelli grigi, con un viso calmo e senza rughe e occhi blu sorprendenti, che possono sembrare molto freddi quando è arrabbiata. Ha anche una voce bassa. All'inizio Darrell Rivers ha paura di lei, ma presto riesce a superarla. È molto scaltra e saggia. Ha anche la straordinaria capacità di vedere il carattere di una persona.
- Sign.na Julia Johnson (stagione 3-in corso), interpretate da Emily Piggford, è doppiata da Perla Liberatori. È un insegnante della scuola e criminale. È la gemella della signorina Jennifer, che a loro volta sono una coppia di gemelle criminali. La signorina Julia è un insegnante qualificata al Malory Towers, ma allo stesso tempo la signorina Jennifer, invidiosa di lei, pretende di avere il suo ruolo, fino a scambiarsi le identità nel percorso della terza stagione.
- Sign.na Jennifer Johnson (stagione 3-in corso), interpretate da Rebecca Piggford, è doppiata da Perla Liberatori. È una criminale. È la gemella della signorina Julia, che a loro volta sono una coppia di gemelle criminali. La signorina Julia è un insegnante qualificata al Malory Towers, ma allo stesso tempo la signorina Jennifer, invidiosa di lei, pretende di avere il suo ruolo, fino a scambiarsi le identità nel percorso della terza stagione.
- Ron Gilson (stagioni 1-in corso), interpretato da Jude Harper-Wrobel, è doppiato da Valeriano Corini. È un personaggio ricorrente della serie. Ron è l'assistente del giardiniere, che sbriga le commissioni per le ragazze di Malory Towers e per la gente del villaggio. Ron si dimostra un ragazzo molto gentile. Aiuta le ragazze quando ne hanno bisogno ed è aperto a provare cose nuove, come si vede nell'episodio La partita, in cui viene a vedere le ragazze giocare a lacrosse, nonostante il nonno dica che “gli sport femminili sono noiosi” e che “le ragazze non sono fatte per praticare uno sport vero e proprio, che non sono abbastanza audaci o coraggiose”. Tuttavia, si scopre che non ha mai visto una partita di lacrosse. Si presenta alla partita e si lascia coinvolgere completamente dal gioco. Si dimostra intelligente, dando consigli a Darrell in due occasioni nella prima serie, dopo che lei aveva perso le staffe. Spesso sa più lui di quello che succede tra le ragazze che le ragazze stesse. Ron si dimostra capace di comprendere i problemi delle ragazze durante la pubertà, aiutando Mary-Lou con i suoi crampi mestruali.

#### Personaggi non attivi
- Sign.na Kathleen (stagioni 1-4), interpretata da Ashley McGuire, è doppiata da Chiara Salerno. È la sorvegliante della scuola. Kathleen è un medico rude e severo della Torre Nord. Non si può vincere una battaglia contro di lei, se lo dice lei stessa, quando si tratta della salute delle ragazze della Torre Nord, ritiene di saperne di più. Anche se è sicuramente una donna che uccide.  Ha aiutato Ellen quando aveva mal di testa, a causa dei brutti eventi della notte precedente. Ha aiutato Sally quando le è scoppiata l'appendice. Ha aiutato June, quando si era slogata la caviglia in terza e in quinta classe.

- Sign.na Potts (stagioni 1-2), interpretata da Imali Perera, è doppiata da Alessandra Cerruti. È un insegnante della scuola. La signorina Potts è la severa ma gentile direttrice della Torre Nord. È anche l'insegnante della prima classe. La maggior parte delle persone che hanno commesso un'infrazione la temono quando hanno fatto qualcosa di sbagliato. Lei dà alle persone rimproveri scioccanti e duri per scuoterle e farle tornare in sé. Riesce persino a capire quando qualcuno sta tramando qualcosa solo guardando la sua espressione facciale!  Ha messo Darrell sulla strada giusta quando era in prima classe e le ha detto che fare scherzi con Alicia andava bene, ma per essere davvero bravi a scuola, le persone di buon cuore sono quelle che danno il meglio. Disse a Darrell che non tutti possono scherzare ed essere bravi nello studio, e che solo Alicia era in grado di farlo, ma Darrell doveva impegnarsi di più e non distrarsi. Darrell lo capì, si impegnò molto di più e si lasciò coinvolgere un po' meno dagli scherzi di Alicia.
- Sign. Parker (stagioni 2-3), interpretato da Jason Callender, è doppiato da Simone Leonardi. È un insegnante della scuola. Il signor Parker è il secondo maestro in carica del Malory Towers. Le ragazze la soprannominano “Parker il ficcanaso” perché “non si darà pace” finché non sarà venuta a capo di ogni marachella.

- Katherine (stagioni 1-2), interpretata da Twinkle Jaiswal, è doppiata da Anita Ferraro. È un personaggio riccorente della serie. È stata la capo gruppo della scuola, prima di Darrell. La prima sera ordina a tutti di andare a letto, ma Gwendoline Lacey disobbedisce, dovendo spazzolarsi i capelli cento volte. Alicia Johns minaccia di buttare via la spazzola. Katherine, in quanto responsabile della torre, è spesso chiamata a risolvere i problemi nel modo più equo possibile, come il rimprovero di Darrell a Gwen in piscina e la distruzione della penna di Mary Lou.
- Emily (stagioni 1-2), interpretata da Saskia Kemkers, è doppiata da Lavinia Paladino. È un personaggio riccorente della serie. Emily Lake è un personaggio minore del primo trimestre delle Malory Towers. Si trova nella Torre Nord e nello stesso dormitorio di Darrell Rivers. Viene descritta come una ragazza tranquilla e studiosa, eccellente nel cucito e una delle preferite di Mamzelle. In seguito Janet è stata la preferita di Mamzelle. Darrell la invita a uscire per il semestre perché non ha nessuno. Emily è divertita dall'eccitazione di Darrell e trova ai signori Rivers dei buoni posti per guardare Darrell mentre nuota. Emily si affeziona molto alla signora Rivers, che è molto interessata ai suoi lavori di cucito e le suggerisce di insegnare a Darrell a cucire. Emily viene menzionata all'arrivo in seconda classe alle Malory Towers, ma non viene più menzionata. Emily è la figlia Margaret, assistente della direttrice. Emily esce di nascosto dal dormitorio di notte per aiutare la madre nel suo lavoro, dato che Margaret soffre di artrite reumatoide alle mani. Questo fa pensare alle altre ragazze che Lady Jane viva come un fantasma nelle Malory Towers. Dopo che Margaret è stata operata ed è diventata sorvegliane di una delle altre Torri, Emily potrebbe essere passata a quella Torre, il che potrebbe spiegare perché non era presente nella seconda serie.
- Pamela (stagioni 1-2), interpretata da Hannah Saxby. È un personaggio riccorente della serie. Pamela è un personaggio secondario del primo trimestre al Malory Towers. Si dice che sia molto letterata e che stia già scrivendo un libro, cosa che impressiona le ragazze del primo anno. Pamela nomina Darrell prima riserva della squadra di lacrosse. Inoltre, inizia a dare ripetizioni a Darrell, insieme a Irene, per aiutarla a recuperare. Pamela si accorge della cecità alle parole di Darrell. Pamela aveva pensato di andare al college, ma alla fine diventa una debuttante. Darrell crede che Pamela voglia ancora andare all'università e la prenota per un open day. Il vestito di Pamela è conservato nella stanza del cucito, ma Gwen convince Darrell a provarlo. Pamela li vede e perde le staffe. Darrell corre a scusarsi con lei e fanno un'ultima lezione prima che Pamela parta per il ballo.
- Margaret (stagioni 1-2), interpretata da Christine Horne. È un personaggio riccorente della serie. È la madre di Emily. Margaret è l'assistente della direttrice e la madre di Emily. Emily è ammessa alle Malory Towers gratuitamente in cambio dei servizi di Margaret. Margaret soffre di artrite reumatoide alle mani e quindi Emily insiste per uscire di nascosto dal dormitorio di notte per aiutare la madre a rammendare. Margaret è costretta a fare tutti i lavori che la direttrice non gradisce, nonché i rammendi personali della direttrice. Emily e Margaret vengono scoperte e quando la direttrice viene a conoscenza delle condizioni di Margaret, la licenzia. Un gruppo di prime classi, tra cui Emily, si reca dalla signorina Grayling e la prega di permettere a Margaret di rimanere. La signorina Elizabeth è scioccata nell'apprendere che la direttrice non si è mai resa conto delle condizioni di Margaret. Viene promossa a direttrice della Torre Sud e le viene assegnata un'assistente, in modo da poter lavorare intorno alla sua malattia.
- Mavis (stagioni 3-4), interpretata da Bre Francis. È un personaggio riccorente della serie. Mavis è un personaggio secondario della serie Malory Towers. È l'unico personaggio che arriva fuori scena. Mavis è arrivata nel trimestre precedente al terzo anno di Malory Towers ed è vista come vanagloriosa e orgogliosa della sua meravigliosa voce da cantante, che la rende poco simpatica e impopolare tra le altre ragazze. Ma perde la voce quando si reca di nascosto a un concorso di talento a cui voleva disperatamente partecipare e viene sorpresa dalla pioggia mentre torna a casa, non avendo nemmeno la possibilità di cantare al concorso. Le viene proibito di cantare per almeno un anno e diventa molto più simpatica. La sua voce si è ristabilita per consentirle di cantare nella pantomima di Cenerentola della quinta classe, in cui interpreta il Principe, ed è stata uno dei maggiori successi dello spettacolo.

## Produzione
Nel luglio del 2019 è stato annunciato in un comunicato stampa che CBBC e The Family Channel hanno commissionato un adattamento televisivo della serie di libri di Enid Blyton Malory Towers. È stato inoltre annunciato che WildBrain avrebbe gestito la distribuzione internazionale al di fuori del Regno Unito. Sasha Hails e Rachel Flowerday avrebbero adattato la serie per la televisione con Rebecca Rycroft e Bruce McDonald alla regia. Per DHX Media, Josh Scherba, Anne Loi e Michael Goldsmith sono produttori esecutivi e Angela Boudreault è produttrice. Per King Bert Productions, Jo Sargent è produttore esecutivo e Grainne McNamara è produttrice.

## Distribuzione
La CBBC ha pubblicato un teaser trailer il 20 marzo 2020 con l'annuncio che la serie sarebbe stata trasmessa in anteprima il 6 aprile 2020. L'intera prima serie di episodi è stata resa disponibile per la visione anticipata su BBC iPlayer a partire dal 23 marzo dello stesso anno per gli spettatori del Regno Unito in possesso di una licenza televisiva. I primi due episodi sono andati in onda su The Family Channel in Canada il 1º luglio dello stesso anno. Anche la seconda stagione è stata rilasciata interamente su BBC iPlayer il 22 novembre 2021, con trasmissioni previste su CBBC nel 2022.
Malory Towers ha iniziato ad andare in onda su BYUtv la domenica in America il 13 settembre 2020. A partire dallo speciale di Natale, BYUtv ha assunto il ruolo di emittente televisiva in prima visione per la maggior parte degli episodi, anche se CBBC ne ha trasmesso alcuni in anteprima.

## Accoglienza
Malory Towers ha raccolto il plauso della critica. Victoria Legal del Times ha scelto l'episodio di debutto della serie come il suo preferito della settimana, definendo la serie un regalo che è assolutamente fedele allo spirito degli originali, evasivo, nostalgico e glorioso come una festa di mezzanotte. Altre recensioni favorevoli sono arrivate da Good Housekeeping, The Daily Telegraph e The Daily Mail, che hanno assegnato a Malory Towers quattro stelle.

## Premiazioni
Malory Towers è stata nominata nel 2022 per un Rose d'Or nella categoria Bambini e ragazzi. Nel 2023, la serie è stata nominata per quattro Children's and Family Emmy Awards. Malory Towers è stata anche nominata per tre Canadian Screen Awards nelle cerimonie del 2021 e 2023.